# روز مقاومت دزفول
روز چهارم خردادماه، روز مقاومت دزفول نامگذاری شده است.

## پیشینه
علت این نامگذاری مقاومت مردم این شهر در برابر موشک باران رژیم بعثی عراق در طول جنگ ایران و عراق بوده است.
این شهر در دوران جنگ بارها مورد هجوم و موشک‌باران رژیم عراق بود تا آنجا که آن را با نام شهر موشک‌ها یاد کرده‌اند.
همچنین در آغاز جنگ ایران و عراق دزفول بیش از ۲۰۰ بار موشک‌باران و ۲۰ هزار بار گلوله‌باران شد.
مردم دزفول با وجود موشک‌باران شدید همچنان مقاومت می‌کردند و نماز جمعه دزفول هر هفته با حضور مردم و رزمندگان اقامه می‌شد.
شهرستان دزفول در دوران جنگ هفت هزار کشته، زخمی و مفقودالاثر داشت که از این تعداد، دو هزار و ۶۰۰ نفر کشته‌های جنگ بودند.

### اظهار نظرها
- سید روح‌الله خمینی در روزهای موشک‌باران این شهر و همزمان با مقاومت مردم تأکید کرد: دزفولی‌ها دین خود را به اسلام ادا کردند.[۱]
- هاشمی رفسنجانی: دزفول دژمقاومت در دوران دفاع مقدس بود.[۳]